# Könyves Máté
Könyves Máté (1780 – Nagyvárad, 1866. augusztus 30.) súgó, vándorszínész, fordító.

## Életpályája
1794-ben lett színész Kecskeméten Kelemen Lászlónál. 1810-től állandó színész volt. Színészi pályáját 1812-ben kezdte. 1821–1825 között a székesfehérvári társulat súgója volt. Ezt követően különböző rangos vándortársulatok tagja volt. 1833–1834 között a budai Várszínház ügyelőjeként dolgozott. 1854–1855 között színész és színlaposztó volt Kecskeméten. 1858–1865 között a Kolozsvári Állami Magyar Színházban szerepelt; itt ünnepelte 1862. október 18-án 50 éves színészi évfordulóját a Bánk bán címszerepében. Sokáig lakott Kolozsvárt, ahol mint szinpadőr kereste kenyerét. 1865-ben egy vidéki kis városban dolgozott; innen gyalog ment Kolozsvárra, majd Nagyváradra, ahol egészségi állapota megromlott és meghalt. Az 1860-as években a legidősebb magyar színészként tartották számon.
Színdarabokat fordított, súgókönyveket írt. A magyar színjátszás egyik úttörője volt.

## Színházi szerepei
- Dugonics András: Berényi Jolánta – Tétényi
- Müllner: A vétek súlya – Örindur
- Börnstein: Zsigmond király álma – Perényi Péter
- Hell: A 16 éves királynő – Rantzau
- Katona József: Bánk bán – Bánk bán

## Művei
- Magyar Theatromi zseb-könyvetske (Pécs, 1822)
- Magyar játékszíni zseb-könyvetske (Pozsony, 1825)
- Játékszíni Koszorú (Pest, 1834. Ebben: „A nemzeti színésztársaság eredete Magyarországon”)
- Játékszíni emlékkönyv (Debrecen, 1857)